# Comuna Golăiești, Iași
Golăiești este o comună în județul Iași, Moldova, România, formată din satele Bran, Cilibiu, Cotu lui Ivan, Golăiești (reședința), Grădinari, Medeleni, Petrești și Podu Jijiei.

## Așezare
Comuna se află în extremitatea estică a județului, la limita cu raionul Ungheni din Republica Moldova, pe malul drept al Prutului și pe malurile Jijiei. Este străbătută de șoseaua județeană DJ249, care o leagă spre nord-vest de Victoria (unde se termină în DN24) și spre sud-est, de-a lungul Prutului, de Ungheni, Țuțora, Prisăcani, Grozești și Gorban (unde se termină în DN28). Lângă Podu Jijiei, din acest drum se ramifică șoseaua județeană DJ249C, care duce spre sud-vest la Holboca și Iași (unde se termină tot în DN28).
În comuna Golăiești se află cotul Bran pe Râul Prut, arie protejată de tip acvatic, unde sunt protejate mai multe specii de pești.

## Demografie
Componența etnică a comunei Golăiești
     Români (90,68%)
     Alte etnii (9,32%)
Componența confesională a comunei Golăiești
     Ortodocși (89,92%)
     Alte religii (0,59%)
     Necunoscută (9,49%)
Conform recensământului efectuat în 2021, populația comunei Golăiești se ridică la 3.563 de locuitori, în scădere față de recensământul anterior din 2011, când fuseseră înregistrați 3.732 de locuitori. Majoritatea locuitorilor sunt români (90,68%). Din punct de vedere confesional, majoritatea locuitorilor sunt ortodocși (89,92%), iar pentru 9,49% nu se cunoaște apartenența confesională.

## Politică și administrație
Comuna Golăiești este administrată de un primar și un consiliu local compus din 13 consilieri. Primarul, Costel Manoliu[*], de la Partidul Național Liberal, este în funcție din octombrie 2020. Începând cu alegerile locale din 2024, consiliul local are următoarea componență pe partide politice:
|  | Partid                    | Consilieri | Componența Consiliului | Componența Consiliului | Componența Consiliului | Componența Consiliului | Componența Consiliului | Componența Consiliului | Componența Consiliului | Componența Consiliului |
|  | ------------------------- | ---------- | ---------------------- | ---------------------- | ---------------------- | ---------------------- | ---------------------- | ---------------------- | ---------------------- | ---------------------- |
|  | Partidul Național Liberal | 8          |                        |                        |                        |                        |                        |                        |                        |                        |
|  | Partidul Social Democrat  | 4          |                        |                        |                        |                        |                        |                        |                        |                        |
|  | Uniunea Salvați România   | 1          |                        |                        |                        |                        |                        |                        |                        |                        |

## Istorie
La sfârșitul secolului al XIX-lea, comuna făcea parte din plasa Braniștea a județului Iași și era formată din satele Golăești, Podu Jijiei, Odaia-Branu, Petrești, Medeleni, Chișărăi și Lăzăreni, având în total 1584 de locuitori. În comună funcționau o moară de apă, o școală și patru biserici. Anuarul Socec din 1925 o consemnează în plasa Copou a aceluiași județ, având 1959 de locuitori în satele Bran, Chișărăi, Cilibiu, Coada Stâncii, Golăești, Medeleni, Petrești și Podu Jijiei. În 1931 i s-au alipit satele comunei Bosia, desființată, dar ele aveau să fie în scurt timp din nou separate.
În 1950, comuna a fost arondată raionului Iași din regiunea Iași. În 1968 a revenit în alcătuirea actuală la județul Iași, reînființat.

## Monumente istorice
Singurul obiectiv din comuna Golăiești inclus în lista monumentelor istorice din județul Iași ca monument de interes local, clasificat ca monument de arhitectură, este biserica „Sfântul Nicolae” din satul Cilibiu (v. imaginea din infocasetă), construcție datând din secolul al XVIII-lea.

## Personalități
- Maria Fricioiu (n. 16 martie 1960), canotoare română laureată cu aur la Los Angeles în 1984